# 레안드로 쿠프레
레안드로 다미안 쿠프레(스페인어: Leandro Damián Cufré, 1978년 5월 9일)는 아르헨티나의 전 축구 선수로, 포지션은 수비수이다. 또한 아르헨티나 축구 국가대표팀 2006년 FIFA 월드컵에 참가한 바 있다.